# U.S. Route 218
La U.S. Route 218 (US 218) est une US Route auxiliaire de la US 18. La US 218 débute à la jonction avec la US 136 à Keokuk, Iowa et se termine 319 miles (513 km) plus loin à la jonction avec l'I-35 et la US 14 à Owatonna, Minnesota.

## Description du tracé

### Iowa
La US 218 débute à la jonction avec la US 136 au centre-ville de Keokuk. Elle se dirige vers le nord et passe par Donnellson, Mount Pleasant, Olds et Iowa City. À partir de là, la US 218 rejoint le terminus sud de l'I-380. Les routes forment un multiplex jusqu'à Cedar Rapids, où la US 218 rejoint plutôt la US 30 vers l'ouest. Près de Newhall, la US 218 quitte la US 30 et se dirige vers le nord. Elle atteint Vinton et bifurque vers l'ouest. Quelques miles plus loin, elle reprend la direction nord jusqu'à La Porte City, où elle s'aligne vers le nord-ouest. Elle atteint Waterloo et retrouve l'I-380 et son terminus nord. La US 218 traverse la ville. Elle passe ensuite à Nashua, Charles City, Floyd, Osage et St. Ansgar. Au nord de cette ville, la route atteint la frontière du Minnesota.

### Minnesota
La US 218 entre au Minnesota à Lyle et se dirige vers le nord. À Austin, elle atteint l'I-90. Les routes forment un court multiplex et la US 218 reprend la direction nord. À Owatonna, elle atteint la US 14 et la rejoint en multiplex vers l'ouest sur une courte distance. Le multiplex prend fin à la jonction avec l'I-35 lorsque la US 218 prend fin.

## Intersections majeures
Iowa
 US 136 à Keokuk
 US 61 à Keokuk. Les routes forment un multiplex jusqu'au sud de Montrose.
 US 34 à Mount Pleasant. Les routes forment un multiplex dans la ville.
 I-80 / I-380 à Iowa City. L'I-380 / US 218 forment un multiplex jusqu'à Cedar Rapids.
 US 30 / US 151 à Cedar Rapids. La US 30 / US 218 forment un multiplex jusqu'au sud-ouest de Newhall. La US 151 / US 218 forment un multiplex dans la ville.
 I-380 / US 20 à Waterloo
 US 63 à Waterloo
 US 18 à Charles City. Les routes forment un multiplex jusqu'à Floyd.
Minnesota
 I-90 à Austin. Les routes forment un multiplex dans la ville.
 US 14 à Owatonna
 I-35 à Owatonna